# Гентофте (муніципалітет)
Гентофте (дан. Gentofte) — данська комуна у складі Столичного регіону.
До складу комуни входять Вангеде, Дюссегор, Гентофте, Геллеруп, Єгерсборг, Клампенборг, Орруп, Шарлоттенлунн.

## Залізничні станції
- Бернсторффсвай
- Шарлоттенлунн
- Дюссегор
- Гентофте
- Геллеруп
- Єгерсборг
- Клампенборг
- Вангеде

## Галерея

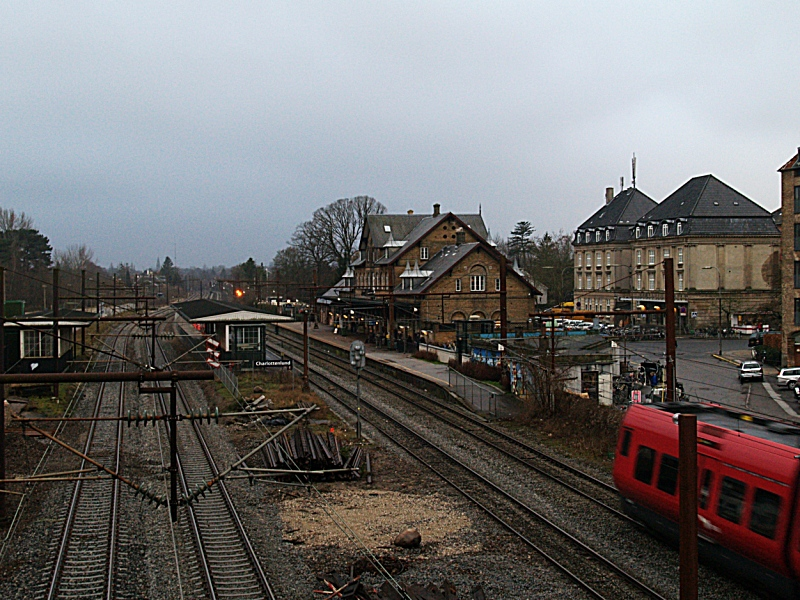
Шарлоттенлунн
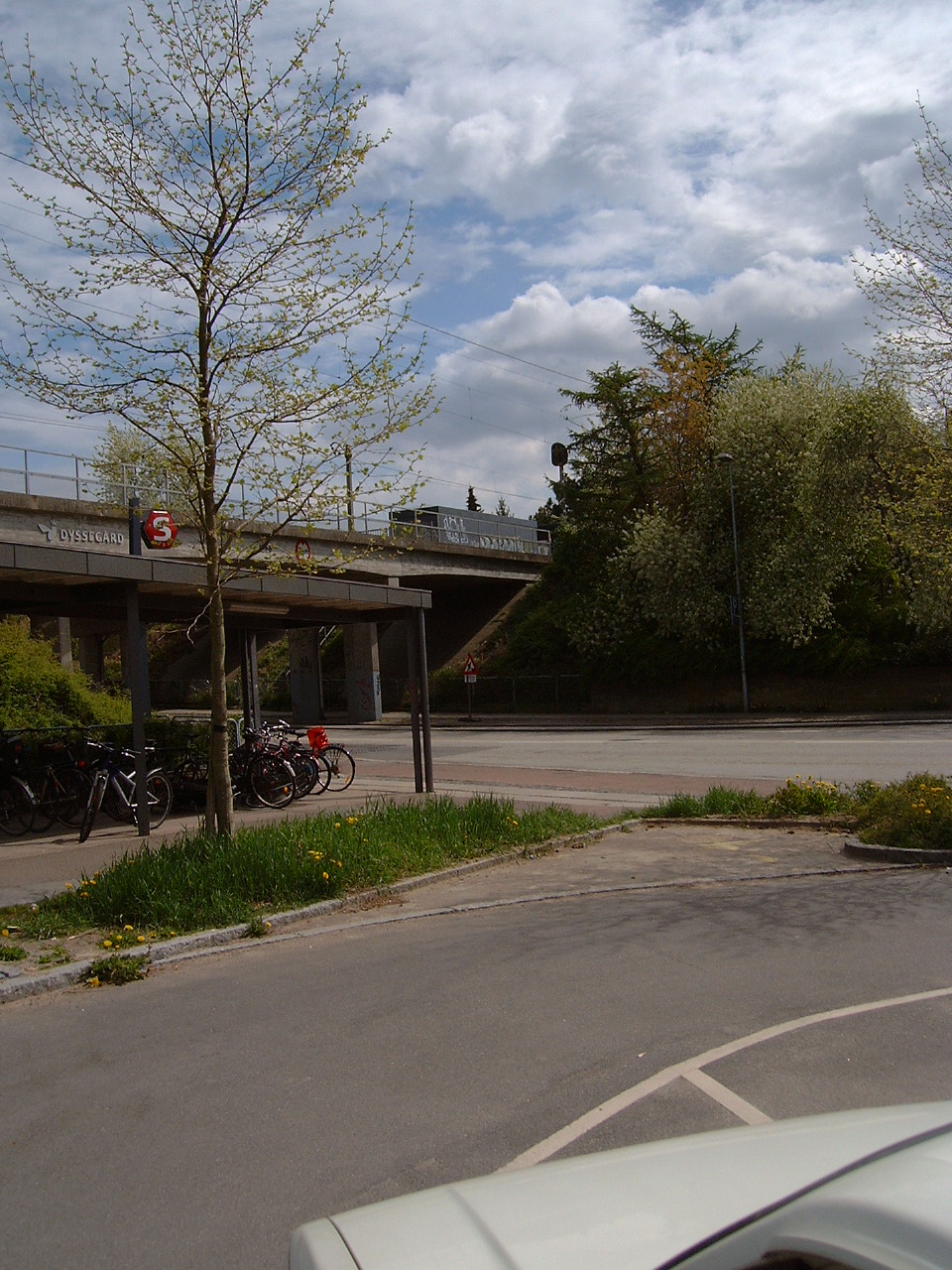
Дюссегор
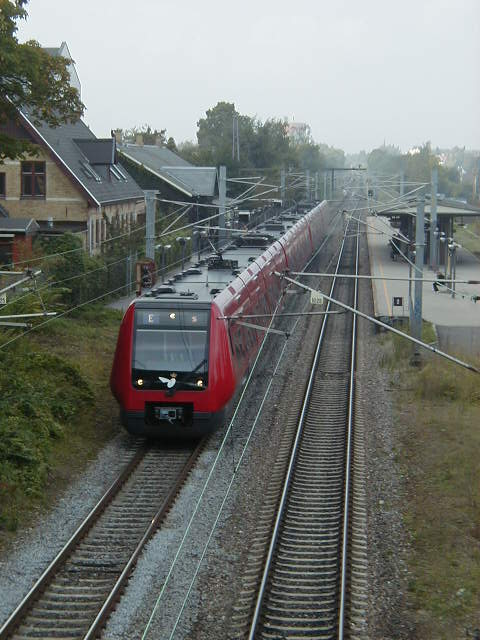
Гентофте
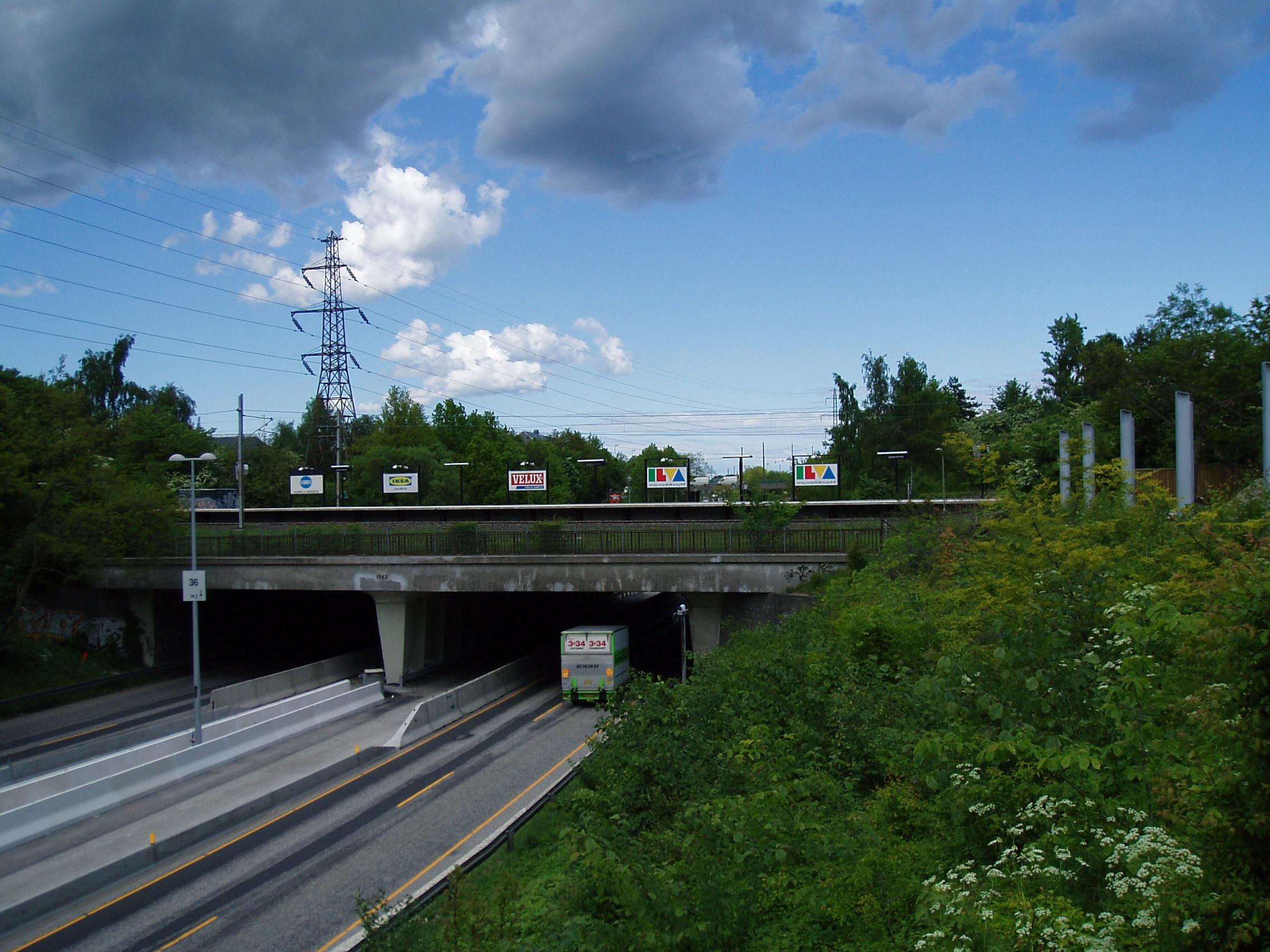
Єгерсборг
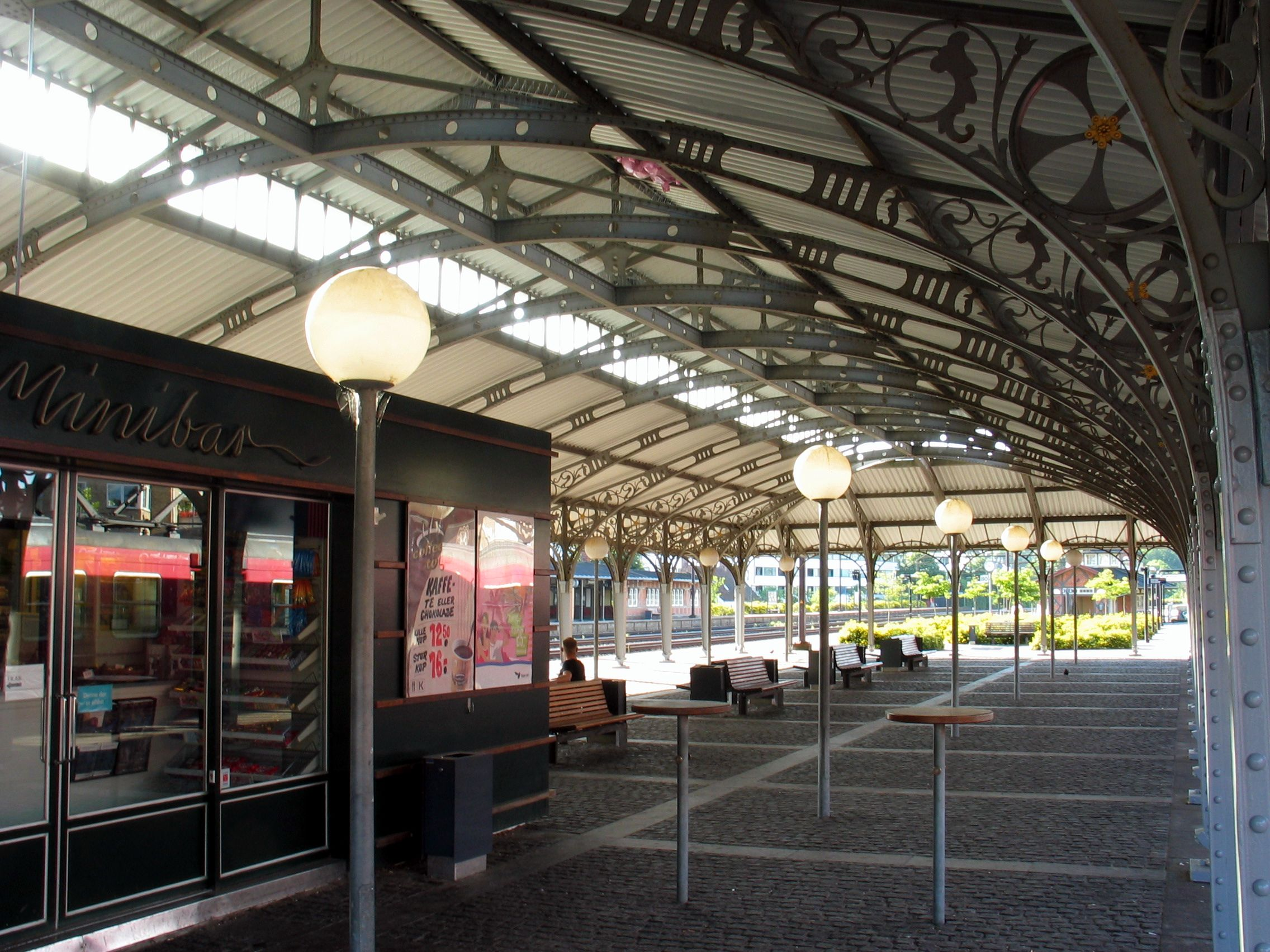
Клампенборг
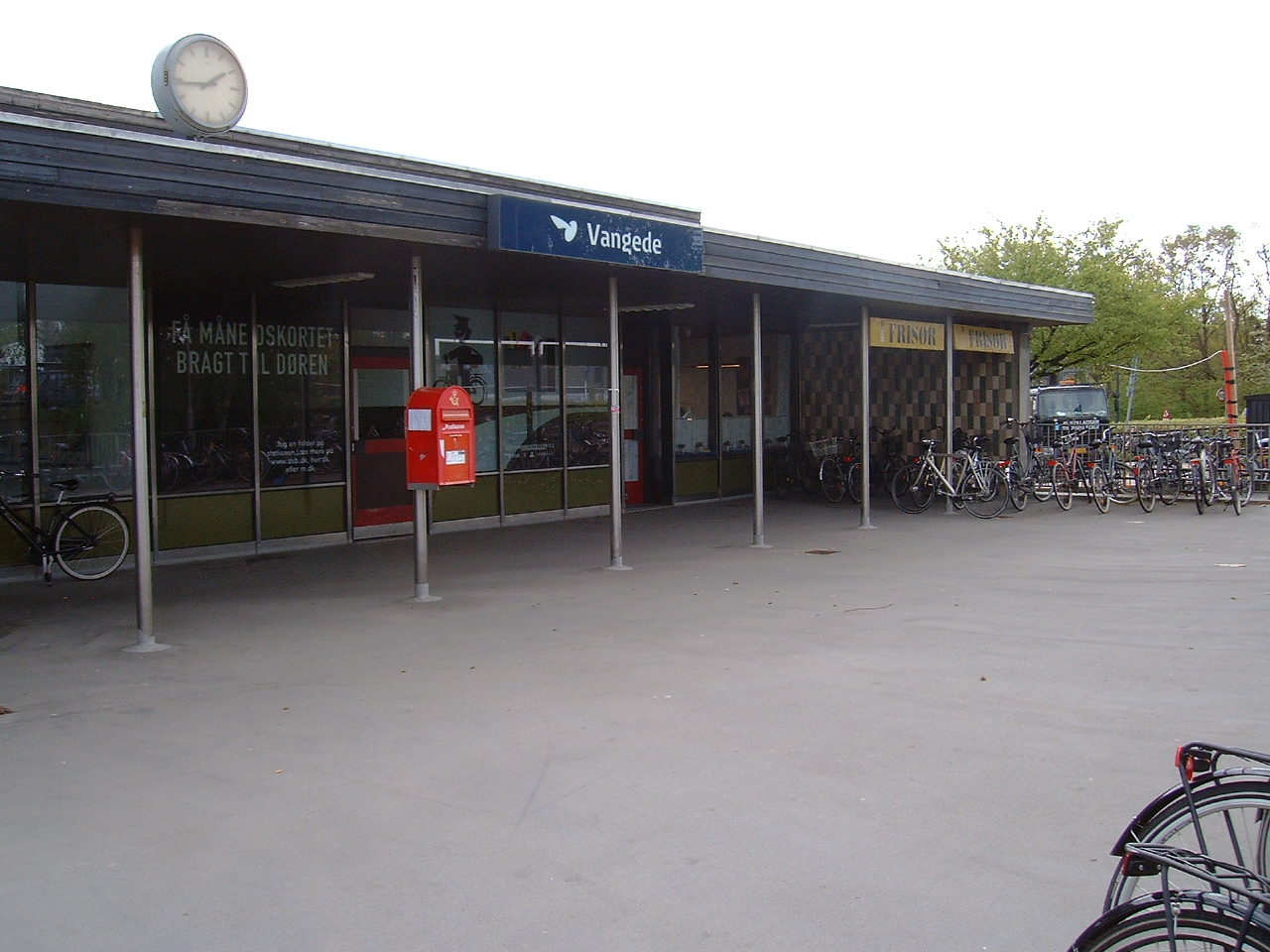
Вангеде